# Ménil-sur-Saulx
Ménil-sur-Saulx – miejscowość i gmina we Francji, w regionie Grand Est, w departamencie Moza.
Według danych na rok 1990 gminę zamieszkiwało 216 osób, a gęstość zaludnienia wynosiła 18 osób/km² (wśród 2335 gmin Lotaryngii Ménil-sur-Saulx plasuje się na 829. miejscu pod względem liczby ludności, natomiast pod względem powierzchni na miejscu 478.).